# Dalemir
Dalemir, Dalimir, Dalemiar, Dalimiar – staropolskie imię męskie, złożone z członów Dale- ("daleko", może też "oddalać") i -mir ("pokój, spokój, dobro"). Mogło oznaczać "tego, który rozciąga pokój daleko".
Dalemir imieniny obchodzi 15 stycznia, 29 października, 5 listopada.